# Ratelaarspanner
De ratelaarspanner (Perizoma albulata) is een nachtvlinder uit de familie van de Geometridae, de spanners. Het vlindertje heeft een voorvleugellengte van 10 tot 12 millimeter. De soort overwintert als pop in de grond.

## Waardplant
De waardplant van de ratelaarspanner is de ratelaar. De naam van de vlinder wijst daar op.

## Voorkomen in Nederland en België
De ratelaarspanner is in Nederland en België een ongewone soort, die wel verspreid over het hele gebied voorkomt. De vliegtijd is van begin mei tot eind juli in één generatie.

## Trivia
De vlinder komt voor op een postzegel uit 1993 van de Faeröer.